# Agaiate que vienen curvas Tour '10
aGAIAte Que Vienen Curvas es el nombre de la gira que el grupo español de folk metal Mägo de Oz que realizó entre el 22-04-2010 y el 18-12-2010 para presentar su disco Gaia III. Se inició en Monterrey (México) y finalizó en Madrid (España), incluyendo actuaciones en festivales como el Vive Latino, Rock in Rio o Rock de Cervantes.
En ella, al contrario que en algunas giras anteriores, el vestuario de los integrantes no fue muy extravagante. Txus portó una corbata y sombrero blancos acompañando a un traje negro, y José Andrëa llevó unas trencillas bajo su barbilla. 
La gira se extendió por América y España.

## Setlist
El protagonismo del último trabajo en el setlist es indiscutible, pero también se tocaron canciones de otros álbumes. Así, este es el setlist que se tocó en Baracaldo el 2 de julio de 2010, que fue el que, con algunos cambios, se mantuvo en todos los conciertos:
1. Intro: El latido de Gaia
2. Dies Irae
3. Vodka 'n' Roll
4. Satania
5. Astaroth
6. La ira de Gaia
7. Für Immer
8. Gaia
9. Fuerza y honor (El Dorado)
10. Siempre (Adiós Dulcinea, parte II)
11. Hasta que el cuerpo aguante
12. Molinos de viento
13. El que quiera entender que entienda
14. La posada de los muertos
15. La soga del muerto (Ayahuasca) (con una estrofa de "Resacosix en Hispania")
16. La costa del silencio
17. Que el viento sople a tu favor
18. Fiesta pagana

Otras canciones recurrentes fueron Jesús de Chamberí, Maritornes o Y ahora voy a salir (en México), El Hijo del Blues y Pensando En Ti (Querétaro). Además en su actuación en el Rock de Cervantes se tocó "Man on the silver mountain" en homenaje al recientemente fallecido Ronnie James Dio.

## Fechas de la gira
| Fecha                    | Ciudad                             | País       | Lugar                            |
| ------------------------ | ---------------------------------- | ---------- | -------------------------------- |
| Centroamérica            |                                    |            |                                  |
| 22 de abril de 2010      | Monterrey                          | México     | Arena Monterrey                  |
| 24 de abril de 2010      | México D.F.                        | México     | Vive Latino - Foro Sol           |
| 25 de abril de 2010      | Guadalajara                        | México     | Auditorio Telmex                 |
| 4 de junio de 2010       | Arganda del Rey (Madrid)           | España     | Rock in Rio                      |
| 12 de junio de 2010      | Valencia                           | España     | Sin confirmar                    |
| 26 de junio de 2010      | Alcalá de Henares (Madrid)         | España     | Festival "Rock de Cervantes"     |
| 2 de julio de 2010       | Baracaldo                          | España     | Lasesarre                        |
| 15 de julio de 2010      | Narón (La Coruña)                  | España     | Sin confirmar                    |
| 17 de julio de 2010      | Zaragoza                           | España     | Sin confirmar                    |
| 25 de julio de 2010      | Collado Villalba (Madrid)          | España     | Sin confirmar                    |
| 29 de julio de 2010      | Santander                          | España     | Sin confirmar                    |
| 8 de agosto de 2010      | Huelva                             | España     | Sin confirmar                    |
| 14 de agosto de 2010     | Caspe (Zaragoza)                   | España     | Sin confirmar                    |
| 16 de agosto de 2010     | Xátiva (Valencia)                  | España     | Sin confirmar                    |
| 20 de agosto de 2010     | Martos (Jaén)                      | España     | Sin confirmar                    |
| 21 de agosto de 2010     | Ciudad Real (Feria de Ciudad Real) | España     | Auditorio Municipal de la Granja |
| 28 de agosto de 2010     | Calahorra (La Rioja)               | España     | Sin confirmar                    |
| 3 de septiembre de 2010  | Alcorcón (Madrid)                  | España     | Campos de fútbol de Urtinsa      |
| 9 de septiembre de 2010  | Salamanca                          | España     | Recinto Ferial La Aldehuela      |
| 13 de septiembre de 2010 | Tarancón (Cuenca)                  | España     | Sin confirmar                    |
| 17 de septiembre de 2010 | Majadahonda (Madrid)               | España     | Carpa del Recinto Ferial         |
| 18 de septiembre de 2010 | Málaga                             | España     | Festival Boquerock               |
| 25 de septiembre de 2010 | Barcelona                          | España     | Sant Jordi Club                  |
| 28 de octubre de 2010    | Saltillo                           | México     | Sin confirmar                    |
| 29 de octubre de 2010    | Chihuahua                          | México     | Sin confirmar                    |
| 30 de octubre de 2010    | Torreón                            | México     | Sin confirmar                    |
| 4 de noviembre de 2010   | Querétaro                          | México     | Sin confirmar                    |
| 5 de noviembre de 2010   | San Luis Potosí                    | México     | Sin confirmar                    |
| 6 de noviembre de 2010   | Morelia                            | México     | Sin confirmar                    |
| 7 de noviembre de 2010   | Puebla                             | México     | Sin confirmar                    |
| 11 de septiembre de 2010 | Veracruz                           | México     | Sin confirmar                    |
| 12 de septiembre de 2010 | Pachuca                            | México     | Sin confirmar                    |
| 13 de septiembre de 2010 | Leon (Guanajuato)                  | México     | Sin confirmar                    |
| 15 de septiembre de 2010 | México D.F.                        | México     | Auditorio Nacional               |
| 16 de septiembre de 2010 | México D.F.                        | México     | Auditorio Nacional               |
| 18 de septiembre de 2010 | Bogotá                             | Colombia   | Sin confirmar                    |
| 20 de septiembre de 2010 | Medellín                           | Colombia   | Sin confirmar                    |
| 21 de septiembre de 2010 | Cali                               | Colombia   | Sin confirmar                    |
| 23 de septiembre de 2010 | Lima                               | Perú       | Sin confirmar                    |
| 26 de septiembre de 2010 | Buenos Aires                       | Argentina  | Sin confirmar                    |
| 28 de septiembre de 2010 | Santa Cruz                         | Bolivia    | Sin confirmar                    |
| 30 de septiembre de 2010 | Potosí                             | Bolivia    | Sin confirmar                    |
| 4 de diciembre de 2010   | Arequipa                           | Perú       | Monumental de la UNSA            |
| 8 de diciembre de 2010   | San José                           | Costa Rica | Sin confirmar                    |
| 11 de diciembre de 2010  | Quito                              | Ecuador    | Sin confirmar                    |
| 18 de diciembre de 2010  | Madrid                             | España     | Palacio de Vistalegre            |